# ティッシュタイム
『ティッシュタイム』はオナニーマシーンのライブアルバム。

## 解説
- 2006年2月14日にLOFT RECORDSよりリリース。
- オナニーマシーン初のライブアルバム。
- 2005年11月26日に渋谷ラママで行われたイノマーお誕生日会のライブ音源を収録。

## 収録曲
1. 彼女ボシュー
2. ドーテー島
3. チンチンマンマン
4. コジキの恋愛
5. スイスイスー
6. ウンコ
7. オッパイ
8. あのコがチンポを食べてる
9. ドーテー
10. ヤッてたなんて…
11. I LOVE オナニー
12. あの人
13. 女友達
14. 恋のABC
15. オナニーマシーンのテーマ
16. まいうぇい